# Joan Torrella
|  | Per a altres significats, vegeu «Joan Torrella i Ballester». |

Joan Torrella (Canet de Rosselló, segle xvi - ?) va ser un llatinista rossellonès i professor a la Universitat de València (hi ensenyava llatinitat el 1577 i el 1581). El 1546, quan ensenyava llatí al jesuïta Col·legi de Cordelles de Barcelona. escrigué, a instàncies de l'humanista Juan Lorenzo Palmireno (de la Universitat de València), un manual de sintaxi llatina titulat Brevis ac compendiaria syntaxis partium orationis ex variis scriptoribus collecta, fet a la llum dels mètodes d'Elio Antonio de Nebrija, Erasme de Rotterdam i Andreu Sempere (sembla que copià gran part de la Gramàtica de Sempere). La primera edició (València: Joan Mey, 1546) tenia comentaris en castellà; posteriorment se'n van fer amb comentaris en català i en llatí. L'obra va ser editada nombroses vegades fins al 1813, a València (el 1571 la primera reedició), Barcelona, Girona, Perpinyà, Lió (1585), Saragossa (1609) i sobretot a Cervera.